# دندان اویلیق
دَندان اویلیق (Dandan Oilik، چینی ساده شده: 丹丹乌里克؛ چینی سنتی: 丹丹烏里克)، یک شهر واحه‌ای تاریخی متروکه بودایی در صحرای تکله‌مکان چین است.
این واحه در شمال شرقی ختن واقع در منطقه خودمختار سین‌کیانگ، بین رودخانه‌های ختن‌دریا و کریادریا واقع شده‌است. نام دندان اویلیق از دو جزء فارسی و ترکی تشکیل شده و دندان فارسی در اینجا به معنای عاج فیل است. نام این واحه به معنی «خانه‌های عاج» است.
مساحت محوطه مرکزی محدوده تاریخی دندان اویلیق ۴ و نیم کیلومتر مربع را در بر می‌گیرد. واحه با حومه‌اش ۲۲ کیلومتر مربع وسعت دارد. این محدوده از قرن ششم به عنوان شهری در مسیر شاخه جنوبی جاده ابریشم رونق گرفت و این رونق ادامه داشت تا این‌که در اواخر قرن هشتم اهالی آن در استانه پیشروی تبتی‌ها در منطقه، آن را رها کردند.
با سفرهای کاشفان خارجی دندان اویلیق از سال ۱۸۹۶ دوباره کشف شد و در بخشی از آن کاوش‌هایی انجام شده است. در این کاوش‌ها مجموعه‌ای غنی از دست‌نوشته‌ها، نقوش گچبری، تابلوهای چوبی نقاشی شده و نقاشی دیواری به دست آمده است. در مورد این محل یک بررسی دقیق در سال ۲۰۰۶ انجام شد، اگرچه بخش اعظم این محل تاریخی هنوز کشف‌نشده باقی مانده است. دندان اویلیق در حال حاضر برای عموم قابل بازدید نیست.
در میان یافته‌های دندان اویلیق نگاره‌هایی از مردان با پوشاک ایرانی و دست‌نوشته‌های فارسی یهودی پیدا شده است.